# Горін Анатолій Олександрович
Анатолій Олександрович Горін (рос. Анатолий Александрович Горин) (1 березня 1956, Куйбишев, СРСР) — радянський і російський актор театру і кіно, заслужений артист Російської Федерації (2001).

## Життєпис
Закінчив Російський університет театрального мистецтва у 1977 році.

## Вибіркова фільмографія
- Чужі листи (1975)
- Найкрасивіший кінь (1976)
- Двоє в новому домі (1978)
- Літня поїздка до моря (1978)
- Старшина (1979)
- Правда лейтенанта Клімова (1981)
- Торпедоносці (1983)
- Напівімла (2005)
- Кука (2007)